# 제퍼슨빌 (인디애나주)

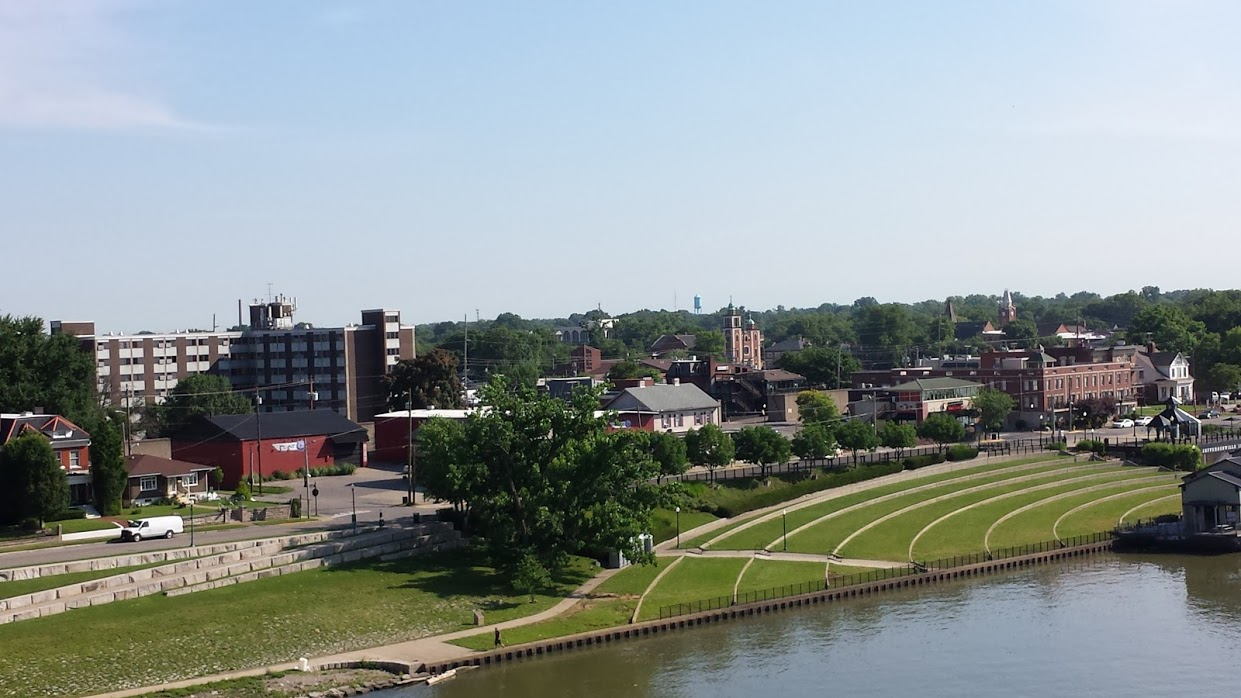

제퍼슨빌(Jeffersonville)은 미국 인디애나주 클라크군의 도시이자 군청 소재지이다. 오하이오강을 따라 위치해 있다. 2020년 미국 인구 조사 기준으로 인구 수는 49,447명이다.
1801년 오피스를 낸 토머스 제퍼슨의 이름을 따서 지명이 정해졌다.

## 인구
| 인구조사                 | 인구   | Note | %±    |
| ------------------------ | ------ | ---- | ----- |
| 1850년                   | 2,122  |      | —     |
| 1860년                   | 4,020  |      | 89.4% |
| 1870년                   | 7,254  |      | 80.4% |
| 1880년                   | 9,357  |      | 29.0% |
| 1890년                   | 10,666 |      | 14.0% |
| 1900년                   | 10,774 |      | 1.0%  |
| 1910년                   | 10,412 |      | −3.4% |
| 1920년                   | 10,098 |      | −3.0% |
| 1930년                   | 11,946 |      | 18.3% |
| 1940년                   | 11,493 |      | −3.8% |
| 1950년                   | 14,685 |      | 27.8% |
| 1960년                   | 19,522 |      | 32.9% |
| 1970년                   | 20,008 |      | 2.5%  |
| 1980년                   | 21,220 |      | 6.1%  |
| 1990년                   | 21,841 |      | 2.9%  |
| 2000년                   | 27,362 |      | 25.3% |
| 2010년                   | 44,953 |      | 64.3% |
| 2020년                   | 49,447 |      | 10.0% |
| Source: US Census Bureau |        |      |       |

## 저명한 출신
- 닉 딘스모어: 프로레슬링 선수